# Верхнесолоновское сельское поселение
Верхнесолоно́вское се́льское поселе́ние — муниципальное образование в составе Суровикинского района Волгоградской области.
Административный центр — хутор Верхнесолоновский.

## История
Верхнесолоновское сельское поселение образовано 21 декабря 2004 года в соответствии с Законом Волгоградской области № 971-ОД.

## Население
| 2010  | 2012  | 2013  | 2014  | 2015  | 2016  | 2017  |
| ----- | ----- | ----- | ----- | ----- | ----- | ----- |
| 1138  | ↘1129 | ↘1117 | ↘1100 | ↘1073 | ↘1054 | ↘1048 |
| 2018  | 2019  | 2020  | 2021  |       |       |       |
| ↘1022 | ↘1015 | ↘990  | ↘959  |       |       |       |

## Состав сельского поселения
| № | Населённый пункт  | Тип населённого пункта        | Население |
| - | ----------------- | ----------------------------- | --------- |
| 1 | Верхнеаксёновский | хутор                         | 145       |
| 2 | Верхнесолоновский | хутор, административный центр | 770       |
| 3 | Нижнесолоновский  | хутор                         | 75        |
| 4 | Пещеровский       | хутор                         | 148       |